# Tournefortia sogdiana
Tournefortia sogdiana är en strävbladig växtart som först beskrevs av Aleksandr Andrejevitj Bunge, och fick sitt nu gällande namn av Mikhail Grigoríevič Popov. Tournefortia sogdiana ingår i släktet Tournefortia och familjen strävbladiga växter. Inga underarter finns listade i Catalogue of Life.